# Autopsy
Autopsy är ett amerikanskt death metal-band, bildat 1987 av Chris Reifert och Eric Cutler. Bandet splittrades 1995, men återförenades 2009.
Tillsammans med Possessed och Death anses Autopsy vara pionjärer inom death metal- och death/doom-genrerna.

## Medlemmar
Nuvarande medlemmar
- Chris Reifert – sång, trummor (1987–1995, 2008, 2009– )
- Eric Cutler – sång, gitarr (1987–1995, 2008, 2009– )
- Danny Coralles – gitarr (1988–1995, 2008, 2009– )
- Joe Allen – basgitarr (2010– )

Tidigare medlemmar
- Eric Eigard – basgitarr (1987–1988)
- Ken Sorvari – basgitarr (1988)
- Steve Cutler – basgitarr (1990–1991)
- Josh Barohn – basgitarr (1991–1993)
- Freeway (Frank Migliore) – basgitarr (1993–1995)

Turnerande medlemmar
- Dan Lilker – basgitarr (2009–2010)
- Sean McGrath – gitarr (2018)

## Diskografi
Demo
- 1987 Demo (1987)
- Critical Madness (1988)
- Rehearsal 09.04.1988 (1988)

Studioalbum
- Severed Survival (1989)
- Mental Funeral (1991)
- Acts of the Unspeakable (1992)
- Shitfun (1995)
- Macabre Eternal (2011)
- The Headless Ritual (2013)
- Tourniquets, Hacksaws and Graves (2014)
- Morbidity Triumphant (2022)
- Ashes, Organs, Blood and Crypts (2023)

Livealbum
- Tortured Moans of Agony (1998)
- Dead as Fuck – Live in 91+93 (2004)

EP
- Retribution for the Dead (1991)
- Fiend for Blood (1992)
- The Tomb Within (2010)
- Skull Grinder (2015)
- Puncturing the Grotesque (2017)

Singlar
- "Horrific Obsession" (2009)
- "Mauled to Death (2012 Unmastered Version)" (2011)

Samlingsalbum
- Ridden with Disease (2000)
- Torn from the Grave (2001)
- Awakened by Gore (2010)
- All Tomorrow's Funerals (2012)
- Introducing Autopsy (2013)
- After the Cutting (2016)
- Skin Begins to Rot (3xkassett box) (2017)
- Critical Madness: The Demo Years (2018)
- Sign of the Corpse (2018)

Video
- Dark Crusades (2xDVD) (2006)
- Born Undead (DVD) (2012)